# Orthosia angustipennis
Orthosia angustipennis là một loài bướm đêm trong họ Noctuidae.